# Gare des Deux-Jumeaux
Gare des Deux-Jumeaux – przystanek kolejowy w Hendaye, w departamencie Pireneje Atlantyckie, w regionie Nowa Akwitania, we Francji.
Wcześniej nazywała się Hendaye-Plage. Jej obecna nazwa pochodzi od nazw dwóch skał znajdujących się na wschód od plaży w Hendaye. Jest stacją Société nationale des chemins de fer français (SNCF), obsługiwaną przez pociągi Intercités i TER Aquitaine.